# 1635 a tudományban
Az 1635. év a tudományban és a technikában.

## Események
- május 6. – A Nagyszombati Érseki Egyetem alapítása
- november 13. – Nagyszombatban megkezdi működését a Pázmány Péter alapította tudományegyetem.

## Születések
- május 6. – J. J. Becher kémikus és orvos († 1682).
- július 18. – Robert Hooke polihisztor, aki fontos szerepet öltött be a tudomány akkori forradalmában († 1703).

## Halálozások
- október 23. – Wilhelm Schickard, az első mechanikus számológép feltalálója.